# Novo Brdo (Kravarsko)
Novo Brdo is een plaats in de gemeente Kravarsko in de Kroatische provincie Zagreb. De plaats telt 98 inwoners (2001).